# Houdini (두아 리파의 노래)
"Houdini"는 두아 리파의 노래이다. 이 곡은 그녀의 세 번째 스튜디오 앨범 《Radical Optimism》의 첫 싱글이다.